# Somogy (comitat)
Pour les articles homonymes, voir Somogy.
Somogy est un comitat du sud-ouest de la Hongrie, bordé au sud-ouest par la Croatie et la rivière Drave qui la délimite.

## Organisation administrative
Jusqu'en 2013, le comitat était divisé en micro-régions statistiques (kistérség). À la suite de la réforme territoriale du 1er janvier 2013, elles ont été remplacées par les districts (járás) qui avaient été supprimés en 1984. Désormais, le comitat est subdivisé en 8 districts :
| District             | Siège    | Superficie | Population | Localités |
| -------------------- | -------- | ---------- | ---------- | --------- |
| District de Barcs    | Barcs    | 696,47     | 23 613     | 26        |
| District de Csurgó   | Csurgó   | 496,20     | 16 594     | 18        |
| District de Fonyód   | Fonyód   | 645,44     | 33 962     | 21        |
| District de Kaposvár | Kaposvár | 1 591,36   | 119 904    | 78        |
| District de Marcali  | Marcali  | 904,24     | 34 234     | 37        |
| District de Nagyatád | Nagyatád | 647,07     | 25 609     | 18        |
| District de Siófok   | Siófok   | 657,05     | 50 397     | 24        |
| District de Tab      | Tab      | 427,24     | 12 716     | 24        |